# 二十等爵
二十等爵（にじっとうしゃく）は、中国で秦・漢代に行われていた爵制。その名のとおり、最低の1位・公士から最高の20位・列侯までの20段階に分かれる。一般庶民にも爵位が与えられるのが大きな特徴である。
この記事は特に注記が無い限り、西嶋定生『中国古代帝国の形成と構造―二十等爵制の研究』を基に記述する。

## 概説
この爵制に含まれる爵位は以下の二十等である。列侯の上にさらに諸侯王があるが、王位を与えられるのは基本的に皇族だけなので、人臣が上り得るのは列侯までである。このうち8位の公乗が庶民および下級の吏に与えられる上限であり、ここまでを民爵・吏爵という。9位の五大夫以上は官秩六百石以上の官にならないと与えられず、これを官爵という。
1. 公士
2. 上造
3. 簪裊
4. 不更
5. 大夫
6. 官大夫
7. 公大夫
8. 公乗
9. 五大夫
10. 左庶長
11. 右庶長
12. 左更
13. 中更
14. 右更
15. 少上造
16. 大良造（大上造）
17. 駟車庶長
18. 大庶長
19. 関内侯
20. 列侯

漢代には皇帝即位などの国家的慶事に際して、全ての民衆に一律に爵が授与されていた。それゆえ、売爵などで喪失しない限り、誰でも爵を所有していた。爵の上下による実利の差異はあったが、大したものではなかった。それよりもこの制度の眼目は、最高級の官僚から末端の庶民までに爵を与えることによって、これらを貫徹する国家による身分制を形成し、爵を媒介として皇帝が民衆と密接に結びつくことで、皇帝権力の基盤を確固たるものとすることにある。これが漢の支配体制を特徴付ける個別人身支配の中核となっていた。

## 二十等爵制の構造

### 爵の授受・剥奪・売爵
上述のとおり、二十等爵制は良民の男性なら庶民でも爵が与えられるのが大きな特徴である。年齢制限は無い。賤民（商人・奴婢・罪人など）は対象外である。
『漢書』「百官公卿表上」には爵は「功労を賞する」とあり、国家に対して功労があったものに爵が与えられるとしている。実際に功労によって爵が与えられた例も数多い。具体的には軍功に対する賜爵、政府に多額の財貨を納めて爵を買う買爵、辺境に新たな邑を作る際に移住した民に対する賜爵などがある。また民衆同士で爵の売買を行う事例もある。
しかし一般庶民が爵を得る機会としては前述の国家慶事に際しての賜爵が最も多く、皇帝即位・立皇太子・立后・改元などに際して良民男子に対して1ないし2級の爵が一律に与えられた。漢代では高祖が関中を陥落させて社稷を建てた紀元前205年に民に爵一級を賜った事例から始まり、後漢の献帝が建安20年（215年）に新たに皇后を立てた時に爵一級を賜った事例までその総数は90（王莽によるものも含む）になる。
爵は累積していき、順次上の位階へと登っていく。庶民および下級の吏が登れるのは8位の公乗までであり、ここまでを民爵・吏爵という。公乗を既に持っている者が爵を受けたときには子や兄弟に分けることが出来る。9位の五大夫以上は官秩六百石以上の官にならないと与えられず、これを官爵という。
民衆同士での売買爵は本来禁じられた行為であり、貧困に苦しむ民を救うために許可された行為であった。上述のとおり賤民は爵の対象外であるので、奴婢になったり、罪を犯した場合は爵も剥奪される。つまり爵を失うということは賤民に身を落とすことと同じと認識されており、当時売爵が子を売ることと同じくらいの深刻さで受け止められていたことは特筆すべきことである。

### 爵の特権
爵を得ることで得られる特権として、封邑（領地）・免役・罪の減免などが挙げられる。しかし封邑は関内侯と列侯のみの話であって、それ以下には封邑は無い。また免役に付いては、常時行われていた訳ではなく、特別な時のみであったと考えられる（庶民に一律に爵を与えていたのであるから、もし常時であるならば役に携わるものがいなくなってしまう）。
罪の減免に付いては常時行われており、減免と引き換えに爵を剥奪される。さて『礼記』「曲礼」に「礼は庶人に下らず、刑は大夫に上らず」という有名な言葉がある。この言葉は礼制によって規定される士大夫層と刑罰によって規定される庶人層との身分的区別を示したものである。既述のように罪を犯した場合には爵が剥奪され、賤民には爵が与えられない。つまり爵を持つということは礼制によって規定される身分（良民）であることを示し、爵が無いということは刑罰によって規定される身分（賤民）であることを示すのである。また、有爵者は近親者の犯罪に関連した連座で身体や財産の没収を受けることはなかった。
他に爵を持つことによる特権として、当時の社会において爵が高い者ほど分配の時などに得をしたことがうかがえる。しかしそれは「何位の爵であるからこれだけの利益」というように制度として個別的に決定されたものではなく、「爵が上の者が爵が下の者よりも偉い」という意識からくるものであったと考えられる。つまり爵はそれ単独で特権がある訳ではなく、爵の高下によって形作られる互いの間の身分的秩序から特権が生じると考えられる。
二十等爵制の眼目はまさにここにあり、皇帝は爵を与えることによって身分秩序を形成させ、これと繋がりを持つことによって皇帝権力の地盤を確固たる物とするのである。
その後、『二年律令』（前漢初期に作成されたとみられる張家山漢簡の一部）が発見され、その中に民爵を含む全ての等爵に対して田宅賜与の規定が存在したことが明らかにされ、西嶋が主張した「庶民に対する賜爵が同時に庶民に対する田宅支給をともなうものではない」という主張を根底から覆すことになった。田宅支給は爵による身分秩序の差を目に見える形で表したものと言える。ただし、田宅支給の規定は二十等爵成立の背景の1つである楚漢戦争の戦功に褒賞を与える意味で定められたもので、その後の授与者の田宅支給までを保障したものではないこと、そして別の条文には未支給者に対する規定も設けられていることから、制度・理念としては二十等爵に田宅支給が伴っていたものの、実際には必ずしも機能していなかったことを示している。

### 爵制的秩序
では具体的に爵制による秩序とはどのようなものなのか、どう形成されるのか。春秋時代までの邑（村落）は基本的に同一氏族が共同生活を営む場であった。その内部での秩序としてあるのは歯位（年齢）による秩序である。この伝統的な秩序は父老と呼ばれる纏め役とそれに従う子弟と呼ばれる者たちがある。これらの秩序は邑の中心に作られる社にて執り行われる宴会によって保たれる。この時代の宴会は席次や料理の分配などに綿密に気を配る必要があり、それにより秩序を保っていたのである。陳平が幹事役を務めて名を上げたという宴会もまたこのような意味を持ったものであった。
これが戦国時代ごろより邑の中に別の氏族が混在するようになり、歯位の秩序は次第にその力を失い始めていた。また情勢の変化により新しい邑も多数誕生しており、この中には当然旧来の歯位の秩序は存在しなかった。これに対して爵制による秩序は、数年毎に一律に賜爵が行われるのであるから自然年齢の高い者ほど爵も高い傾向にある。つまり爵制の秩序は歯位の秩序と対立するものではなく、力を失いつつあった歯位の秩序を補完・補強するものであった。漢代においては賜爵が行われた際に女子に対しては牛肉と酒とが支給され、これをもってその後5日間に渡って宴会が行われる。これもまた歯位の秩序を受け継いだものといえる。ただし爵制による秩序は歯位による秩序よりも上位に位置づけられており、軍功などで高い爵を得た者は年齢上位者に対しても同格以上を主張できた。ただし、こうした見解に対して「民間秩序に国家がどこまで介入できるのか？」という疑問や賜爵に伴う支給や宴会が実際に行われた証拠はないとする反論も提示されている。
歯位と爵制の秩序の最も大きな違いは皇帝がその秩序の中に含まれるということである。歯位の秩序はその邑内部にて完結しており、外部との関係性は無い。爵制の秩序は爵を発する皇帝と爵を受け取る民とがそれぞれ一対一で結びついており、邑の内部秩序を内包する形で皇帝を頂点とした国家的秩序が形成されているのである。
この秩序による結びつきこそが皇帝権の基盤であり、漢帝国の支配力の源泉であった。このように皇帝が民一人一人（個別）を把握して（人身）、支配しようとする構造を個別人身的支配と呼ぶ。
ただし、西嶋は民爵が世襲されないことを前提として爵の高下と共同体における歯位の秩序は基本的に一致していたことで、二十等爵が郷里社会に受け入れられたと説いていた点に関しては、その後の『二年律令』が出土され、その中において民爵の相続規定の存在していた（徹侯・関内侯はその等爵を子孫に継承させることができ、それ以下の全ての等爵において原則として公務死であればそのままの等爵が、病死であれば二等下の等爵が「爵後」と称された後継者（原則的には嫡子）に継承される規定があった）ことが判明したことで、この理論が必ずしもそのままでは成り立たないと考えられるようになっている。
だが、肉刑の廃止などや田宅支給が行われなくなったことによって爵の持つ特権は次第に形骸化していき、後漢末期の王粲の「爵論」（『芸文類聚』巻51所引）には、「民、爵なる者の何たるかを知らざるなり」と論じ、爵を授けられることを喜ばなくなり、爵を奪われることを懼れなくなったこととして、爵の授与や剥奪によるメリット・デメリットが失われたとしている。